# Joseph ben Noah
Joseph ben Noah (hébreu : יוסף בן נח, arabe Abu Ya'ḳub Yusuf ibn Nuḥ) est un sage karaïte des VIIIe et IXe siècles. Identifié par Wilhelm Bacher à Abu Ya'ḳub Yusuf ibn Baḥtawi, il est l’auteur de l’Al-Diqduq, ce qui en fait le premier grammairien connu du karaïsme.

## Éléments biographiques
Joseph ben Noah est le frère cadet de Nissim ben Noah. Selon la tradition karaïte, leur père serait Abu Nissi Noah, un contemporain plus âgé d'Anan ben David. Originaire de Bassorah, Joseph ben Noah y a probablement commencé sa carrière, d'où son surnom d'« enseignant de l'exil. » Il émigre ensuite à Jérusalem, et y ouvre, selon Al-Hiti, un centre d'études karaïte, composé d'environ 70 Sages, qu'il dirige jusqu'à sa mort. Il est compté parmi les « maîtres de Jérusalem, » aux côtés de Yefet ben Ali et d'Abu al-Surri ibn Zuta, et était donc considéré comme l'une des autorités majeures de son temps. Il sera cependant éclipsé par son disciple, Aaron de Jérusalem.

## Œuvres
- L'œuvre majeure d'Ibn Nuh est son Al-Diqduq, le premier ouvrage de grammaire karaïte connu, bien qu'Ibn Nuh ne soit probablement pas le premier grammairien karaïte. L’Al-Diqduq consiste en une série de notes grammaticales sur l'entièreté de la Bible, entrecoupées de considérations exégétiques. Ecrit en arabe[2], le livre a pour objet principal l'analyse et l'explication de la nature des mots, et s'occupe plus accessoirement de phonologie, de syntaxe et de structure rhétorique. Son but est cependant moins l'analyse de la langue hébraïque que l'élucidation du sens du texte biblique, particulièrement sur des points polémiques. L'un des principes de base de Joseph ben Noah, est qu'à un type de catégorie linguistique correspond un seul type de signification. Il fait dériver l'inflexion des verbes de la forme impérative. Il considère que les racines des mots sont formées de consonnes exclusivement, mais considère le waw et le yod comme des consonnes. Bien que l’Al-Diqduq soit rédigé en arabe, la terminologie grammaticale utilisée est hébraïque, témoignant d'une tradition grammaticale karaïte à l'époque où, à l'instar de Benjamin al-Nahawendi ou Daniel al-Qumisi, ils rédigeaient leurs œuvres principalement sinon exclusivement en hébreu. Beaucoup de termes se retrouvent également dans la littérature des massorètes[1]. Les étymologies de l’Al-Diqduq sont citées dans l’Egron du lexicographe karaïte David ben Abraham al-Fasi.
- Une traduction du Pentateuque en arabe, avec un commentaire. Un abrégé (talkhiṣ) en fut réalisé par son élève Abu al-Faraj Harun, et des extraits de Nombres et Deutéronome sont donnés par Ali ben Sulaiman dans son propre commentaire. Ce commentaire est cité par Yefet ben Ali dans son commentaire sur Daniel (au nom de Baḥtawi). Selon Hadassi[3], Joseph ne reconnaissait que deux canons pour fixer la Loi religieuse : l'Écrit (ktav) et l'harmonie dans la totalité (ḳibbouṣ) des lois ; il rejetait en revanche la déduction logique (hekkesh).
- Salman ben Yerouḥam mentionne, dans sa Muḳaddimah (Introduction au Décalogue), le Sefer ha-Miẓwot (Livre des Préceptes) de Baḥtawi.
- Luzki, confondant Joseph ben Noah avec al-Ḳirḳisani, lui attribue à tort le Sefer ha-Ma'or de ce dernier[4].